# Озодаґонський джамоат
Озодаґо́нський джамоат (тадж. Ҷамоат Озодагон) — джамоат у складі Пандзького району Хатлонської області Таджикистану.
Адміністративний центр — село Сармантой.
До складу джамоату входять 11 сіл:
- Авангард
- Навшод
- імені І.Машрабова
- імені Х.Шерова
- Совхозі-Пандж
- Отчопар
- Сармантой 1 (Сармантай)
- Сармантой 2 (Сармантай)
- Сафедорон
- Турдішайх (Турдишех)
- Шохмот (Шахмат)